# Черненко Юлія Миколаївна
Юлія Миколаївна Черненко (8 червня 1933, с. Тростянець, Вінницька область, Українська РСР — 23 червня 2012, Херсон, Україна) — український, радянський педагог. Народний вчитель СРСР (1979).

## Біографія
Юлія Черненко народилася 8 червня 1933 року в с. Тростянець Вінницької області,Україна, в родині агронома.
Після закінчення школи у 1951 році вступила в Херсонський педагогічний інститут імені Н. Крупської. Закінчила навчання з відзнакою в 1955 році.
Працювала вчителем біології та хімії в Первомайську Миколаївської області, в Музиківської школі Херсонської області та з 1967 до 1988 року — учитель хімії і біології Херсонської середньої школи № 7 .
Була членом Комітету радянських жінок, Асоціації ветеранів педагогічної праці. У 1981 році була делегатом XXVI-го з'їзду КПРС .
Померла 23 червня 2012 року в Херсоні .

## Звання та нагороди
- Заслужений вчитель Української РСР
- Народний учитель СРСР (1979)
- Звання «Учитель-методист»
- Орден Трудового Червоного Прапора
- Медаль «Ветеран праці»
- Знак «Відмінник народної освіти УРСР»
- Знак «Відмінник охорони природи УРСР»
- 12 почесних грамот Міністерства освіти УРСР
- 17 лютого 1981 на Виставці досягнень народного господарства в Києві, на Алеї трудової слави був встановлений портрет Ю. Н. Черненко.